# Soulseek Records
Soulseek Records (o slskrex) fue una comunidad artística y netlabel fundado en 2002 por algunos usuarios de la red peer-to-peer Soulseek. Como muchos otros netlabels, Soulseek Records operaba sin ánimo de lucro y defendía los ideales del Creative Commons, permitiendo a sus oyentes distribuir libremente sus publicaciones para propósitos no comerciales.  Todas las referencias de Soulseek Records fueron recopiladas en colaboración y consenso por los miembros dentro de la comunidad.  En 2003 Soulseek Records creó un subsello, llamado SUAL, con el propósito de publicar comercialmente sencillos y álbumes de sus artistas.

## Historia
Desde su creación, Soulseek disponía entre su base de usuarios a gran cantidad de músicos electrónicos independientes, muchos de ellos provenientes de la IDM Mailing List. En 2001, varios de los usuarios empezaron a conversar sobre la idea de abrir un sello discográfico sin ánimo de lucro como una rama del propio Soulseek.  Un usuario llamado Seedy apoyó económicamente la idea y comenzaron a crear el primer recopilatorio en formato CD, titulado "The Soulseek Compilation". Consistía en un recopilatorio de canciones escogidas entre los miembros.  La portada correría a cargo de otro usuario de Soulseek llamado Numbr.
Después del éxito de la primera publicación vino la segunda, titulada "The One Minute Massacre - Volume 1".  Un artista comenzaba componiendo una pieza musical de un minuto, la pasaba al siguiente para que suavemente continuara la obra añadiendo otro minuto, este a continuación la pasaba al siguiente y así sucesivamente, hasta completar un álbum conceptual compuesto por 40 artistas repartidos por todo el mundo. 
Desde entonces, el netlabel publicó numerosas referencias.

## Democracia
La mayoría de las decisiones con respecto a las acciones del sello eran determinadas por los usuarios a través de la votación.  De esta manera se decidía si un proyecto era publicado o no como una referencia oficial de Soulseek Records. También había un concurso mensual llamado The SLSK en el que los usuarios entregan cualquier canción que habían compuesto recientemente para exhibirla ante sus compañeros, de esta manera comenzaban las votaciones de los siguientes proyectos.

## Masacres
Un proyecto popular de Soulseek Records fue la serie Masacre.  Un artista creaba un poco de música limitado a un tiempo concreto y lo pasaba a otro artista, quién la retomaba por donde la canción anterior acabó.  Después de la liberación del The One Minute Massacre Volume 1, el sello creó 3 volúmenes más, todos en la misma línea. Fue un concepto muy popular, especialmente porque cualquier músico podía participar. Spin offs de la idea original surgieron más tarde, como el recopilatorio 24 Hour Massacre (mismo concepto, excepto que el álbum entero estaba compuesto en un tiempo límite de 24 horas, resultando un más que interesante reto artístico) y el One Second Massacre (mismo concepto, excepto que cada artista creaba solo un segundo y lo pasaba al siguiente artista. En enero de 2006 este proyecto había logrado casi 10 minutos de material.  Muchas otras referencias no asociadas con Soulseek Records se basaron en esta idea creando proyectos similares.

## Publicaciones SUAL
Además de las publicaciones regulares de Soulseek Records, el sello tenía una sub-categoría llamada Shut Up And Listen (or SUAL), que se creó específicamente para exhibir liberaciones de un solo artista.  Las publicaciones de un solo artista tenían una 'a' al final del número de catálogo, mientras que la 'c' denotaba un proyecto comunitario, como el "Soulseek Allstars Volumen 1" de 2004. Estas referencias se distinguían de las referencias regulares en que no eran necesariamente votadas y normalmente se permitía a cada artista decidir la duración. Los artistas que publicaron ('a') por orden de aparición fueron: Nueva Delhi FM, St. Thomas, Daigoro, Bubzigohn, Rick Strom, Cubo, Kernel32, Hucky O'Bare, halluciphile, Humanite, Ruinae, Sine Tejedor, Nik Jade, EatMe, Laskurg, Oculairus, y Megaheadphoneboy.

## El sitio Web
El sitio de Web del sello servía como toma de contacto interactiva entre los músicos y los usuarios.  Los usuarios podían proponer ideas para futuros proyectos, nuevos participantes, entregar sus propias pistas, e incluso charlar sobre proyectos concretos mediante un chat.  El sitio también sirvió como portal para descargar toda la música publicada por el sello.
Algunas de las ideas de proyecto incluían crear canciones con un BPM concreto, crear canciones relacionadas con una temática concreta, remezclas y diferente spin offs de The One Minute Massacre.

## La Música
La música creada para Soulseek Records estaba centrada alrededor de la expresión individual de cada artista. Por lo tanto, cada estilo era único y no podría catalogarse en un único género. Mayoritariamente eran variantes de música electrónica, como IDM, Glitch, Noise, Ambient y Breakcore. SoulSeek publicaba música atípica creada con los, por entonces primitivos, secuenciadores y trackers.  Algunos de los artistas más activos de Soulseek Records fueron: Kernel32, Bogsnarth, New Delhi FM, KiloWatts, Disasemble, DoF, kdp, UndaCova, One Lonely Guy, Auan, mirdog, Psy-sci, EvilSound, Plagasul, Rich 1004, Cube, Rochie, Ears Akimbo (Laze), ACP, TWISTOR, Orphax, ToyzRme, Seedy, Sine Weaver y Temp Sound Solutions.

## Filosofía
Mientras que la industria musical demonizaba este tipo de software, Soulseek Records fue un proyecto revolucionario que ayudó a demostrar que los programas de intercambio de archivos se podían utilizar para causas mucho más nobles que la simple descarga de archivos protegidos por derechos de autor.

## Lab30
Un festival de arte digital llamado Lab30 (30 es el número de la calle del Abraxas Theater) se celebra anualmente en Augsburgo, Alemania capitaneado por un usuario de Soulseek llamado Manfred Genther y otros lugareños de Augsburgo.  En este festival se exhiben músicos digitales, artistas digitales y netlabels de en todo el mundo.  Muchos artistas de Soulseek Records han actuado en dicho festival y un gran número de ellos ha actuado en directo por primera vez allí. 

## SLSK Records
Unos cuantos años después de la concepción de Soulseek Records se produjo el esfuerzo de crear una etiqueta comercial, dirigida por Rosalind Arbel y algunos otros usuarios de Soulseek, conocido como SLSK Records. SLSK Records, que se distingue de la original Soulseek Records, está destinado a funcionar como un sello discográfico estándar, con difusiones físicas generalizadas, artistas y posibles beneficios. El primer lanzamiento de SLSK Records incluyó a la artista de Soulseek Saskia y fue acompañada por un concurso de remixes para el primer sencillo The One EP del álbum Deep CD. El concurso remix fue anunciado a cada usuario del cliente p2p, y el resultado fue más de 900 remixes presentados. SLSK Records es la etiqueta comercial, mientras que Soulseek Records sigue siendo una marca comunitaria sin fines de lucro.